# Palazzo dei cardinali Pallotta

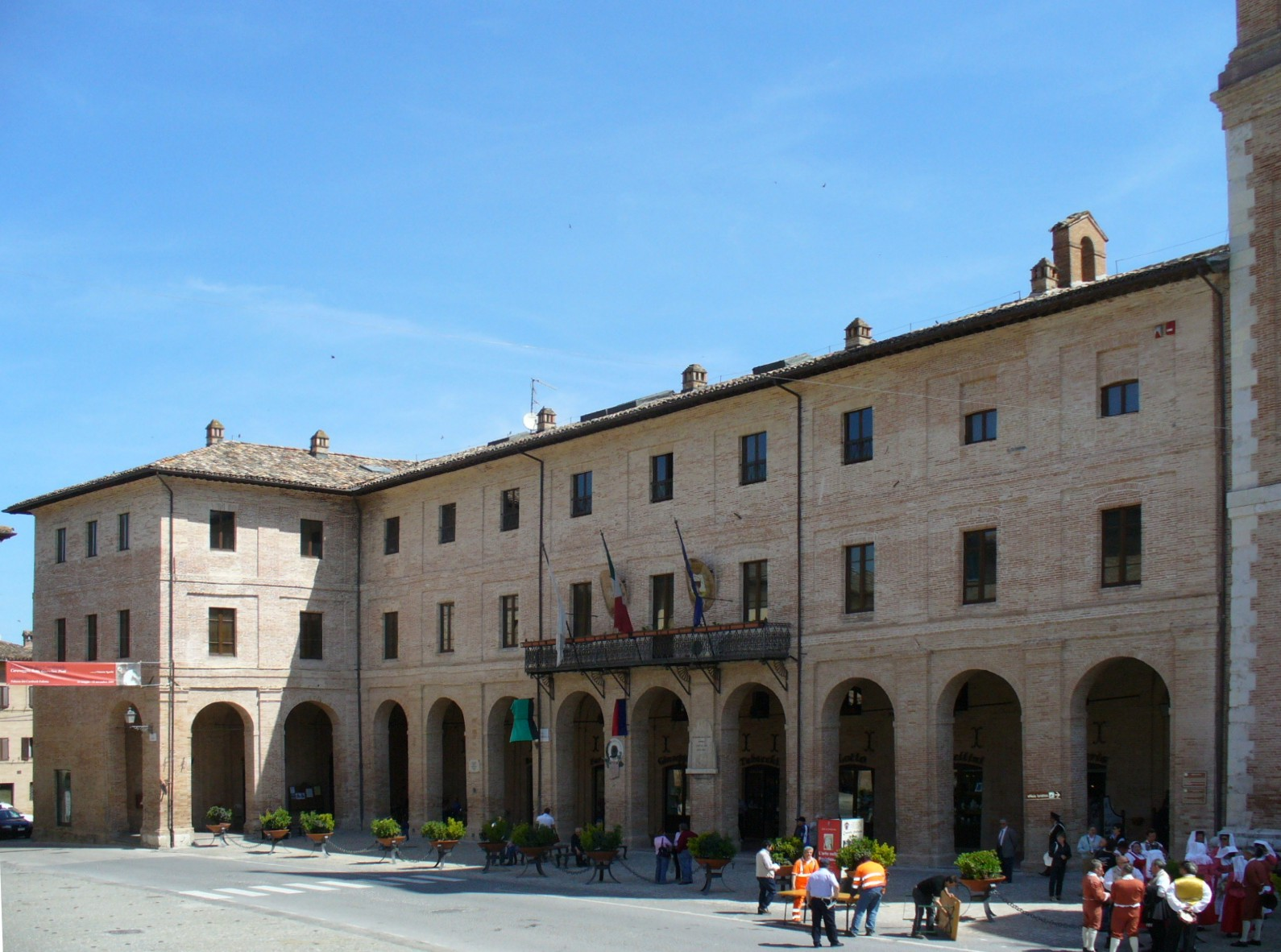
Vista del Palazzo

Il Palazzo dei cardinali Pallotta si trova in piazza Vittorio Emanuele, nel centro di Caldarola, all'interno, al secondo piano si trova la sede comunale  mentre il piano nobile è sede di esposizioni temporanee.

## Storia
Il Palazzo  fu fatto edificare dal Cardinale Evangelista Pallotta alla fine del Cinquecento e successivamente fu fatto decorare dai seguaci di Simone De Magistris per disporre una residenza adeguata al proprio rango: uno spazio di straordinario fascino nel cui impianto architettonico è disegnata la stessa piazza antistante, in un ideale composizione armonica ed unitaria.
Il Palazzo, appena tornato agli antichi splendori con un attento e lungo restauro dopo il terremoto del 1997, è stato aperto al pubblico in occasione della mostra "Simone De Magistris un pittore visionario tra Lotto ed El Greco" nel 2007, ma è stato nuovamente danneggiato nel terremoto del 2016.
All'interno si trova la magnifica Stanza del Paradiso, studiolo privato e luogo di meditazione del Cardinale dove gli affreschi di Domenico Malpiedi, realizzati probabilmente nel secondo decennio del Seicento, decorano il piccolo ambiente con un 'fregio a paesi' composto da dodici scene di caccia intervallate da putti reggenti emblemi allusivi al cardinale, che al di sopra di uno zoccolo a finti marmi si estende sull'intera superficie delle pareti. Seguendo i modelli delle incisioni del fiorentino Antonio Tempesta, nelle scene la realtà si sublima nella favola attraverso un paesaggio altamente suggestivo, che rappresenta una flora e una fauna esotiche e scene di caccia animate da cavalli impennanti, levrieri, volatili e cacciatori.